# アメリカンホーム保険会社
アメリカンホーム保険会社（アメリカンホームほけんがいしゃ、American Home Assurance Company）はアメリカ合衆国ニューヨーク市に本部を置くAIG傘下の損害保険会社。
日本では、AIGジャパン・ホールディングス株式会社の完全子会社であるアメリカンホーム医療・損害保険株式会社が事業を行っており、通信販売の保険「アメリカンホーム・ダイレクト」で知られている。日本で初めてとなるリスク細分型自動車保険を発売した。現在、自動車保険からは撤退しており、医療保険を主力としている。

## 沿革
1899年 グローブ アンド ラトガー火災保険会社として設立。

## 日本における沿革
- 1960年（昭和35年）損害保険事業免許取得
- 1982年（昭和57年）傷害保険の通信販売認可取得
- 1996年（平成8年）日本初の自動車保険の通信販売認可取得
- 1997年（平成9年）7月19日　日本本社を、東京・西早稲田から錦糸町に移転
- 1999年（平成11年）「アメリカンホーム・ダイレクト」を日本で商標登録 第4543746号
- 2012年（平成24年）キャンペーン・「みんなのMAEMUKI駅伝」と題した、市民ランナー参加型の日本列島一周駅伝を開始、以後毎年実施
- 2014年（平成26年）4月1日 「アメリカンホーム保険会社」日本支店から「アメリカンホーム医療・損害保険株式会社」へ保険事業を移転・譲渡[1]。「アメリカンホーム医療・損害保険株式会社」はAIGジャパン・ホールディングス株式会社の完全子会社となる[2]。
- 2016年（平成28年）4月1日 新規契約の販売活動を終了[3]。
- 2016年（平成28年）12月1日 自動車保険の既存契約更新取扱いを終了[4]。
- 2020年（令和2年）3月12日 女性向け医療保険に限定して新規契約の販売活動を再開[5]。

## CM

### 過去に提供した番組
提供テロップは「アメリカンホーム保険」→「アメリカンホーム・ダイレクト」。
日本テレビ系列
- スッキリ!!
- おもいッきりDON!→DON!→ヒルナンデス!
- 情報ライブ ミヤネ屋（読売テレビ制作）
- 踊る!さんま御殿!!

テレビ朝日系列
- スーパーモーニング→情報満載ライブショー モーニングバード!→モーニングバード
- ワイド!スクランブル
- 徹子の部屋
- 上沼恵美子のおしゃべりクッキング（朝日放送制作）
- たけしの健康エンターテインメント!みんなの家庭の医学（朝日放送制作）
- パネルクイズ アタック25（朝日放送制作）

TBS系列
- ひるおび!
- バンバンバン（毎日放送制作）
- JNNイブニング・ニュース→総力報道!THE NEWS→イブニングワイド→Nスタ
- 旅ずきんちゃん 〜全日本のほほ〜ん女子会〜（一社提供）

テレビ東京系列
- Mプラス Express→L4 YOU!プラス
- NEWS FINE（第2部）→NEWSアンサー
- 主治医が見つかる診療所
- いい旅・夢気分
- 田勢康弘の週刊ニュース新書
- HOPE for tomorrow

フジテレビ系列
- FNNスピーク
- 情報プレゼンター とくダネ!
- 東海テレビ制作昼の帯ドラマ（東海テレビ制作）
- FNNスーパーニュース

ラジオ
- アメリカンホーム・ダイレクト MAEMUKISM（JFN系列、「みんなのMAEMUKI駅伝」の大会公式応援番組）

### 出演者
（2015年10月5日販売活動終了発表まで）
- 八木優希（アメリちゃん名義）
- 見栄晴
- 相田翔子
- 間寛平
- 町亞聖（フリーアナウンサー）
- 木下博勝

ほか
地方別の出演者
- 野坂真理（青森県・青森放送限定）
- 横山ひでき（青森県・青森テレビ限定）
- ふじポン（岩手県・テレビ岩手、宮城県）
- 金井淳郎（福島県・福島テレビ限定）

過去
- 地井武男
- 星野仙一
- 高島礼子
- 中村メイコ
- マイケル・ジョンソン